# Phaciocephalus carolinensis
Phaciocephalus carolinensis är en insektsart som beskrevs av Metcalf 1944. Phaciocephalus carolinensis ingår i släktet Phaciocephalus och familjen Derbidae. Inga underarter finns listade i Catalogue of Life.